# Henjo Richter
Henjo Oliver Richter (* 24. listopadu 1963 Hamburk) je německý kytarista power metalové hudební skupiny Gamma Ray.
Henjo je hudebním samoukem, hrát začal ve třinácti letech. Působil v řadě menších skupin, ale Gamma Ray je jeho prvním výraznějším angažmá. Členem se stal v roce 1997 místo předchozího kytaristy Dirka Schlächtera, který v té době změnil nástroj a začal hrát na baskytaru.